# Rodrigo Batata
Pour les articles homonymes, voir Batata.
Rodrigo Pinheiro da Silva dit Rodrigo Batata est un footballeur brésilien né le 10 septembre 1977 à Curitiba.